# MBC 뉴스와 인터뷰
《MBC 뉴스와 인터뷰》는 대한민국 문화방송에서 일요일 아침 7시에 방송되었던 문화방송의 일요일 아침뉴스 및 시사 인터뷰 프로그램이다.

## 앵커

### 메인
- 홍은철 (남) - 문화방송의 前 아나운서

### 일요인터뷰
- 김세용 (남) - 문화방송의 前 기자

## 같이 보기
- SBS 뉴스 (주말) (SBS)
- KBS 일요뉴스타임 (KBS 2TV)